# Aéroport du Castellet
Pour les articles homonymes, voir CTS.

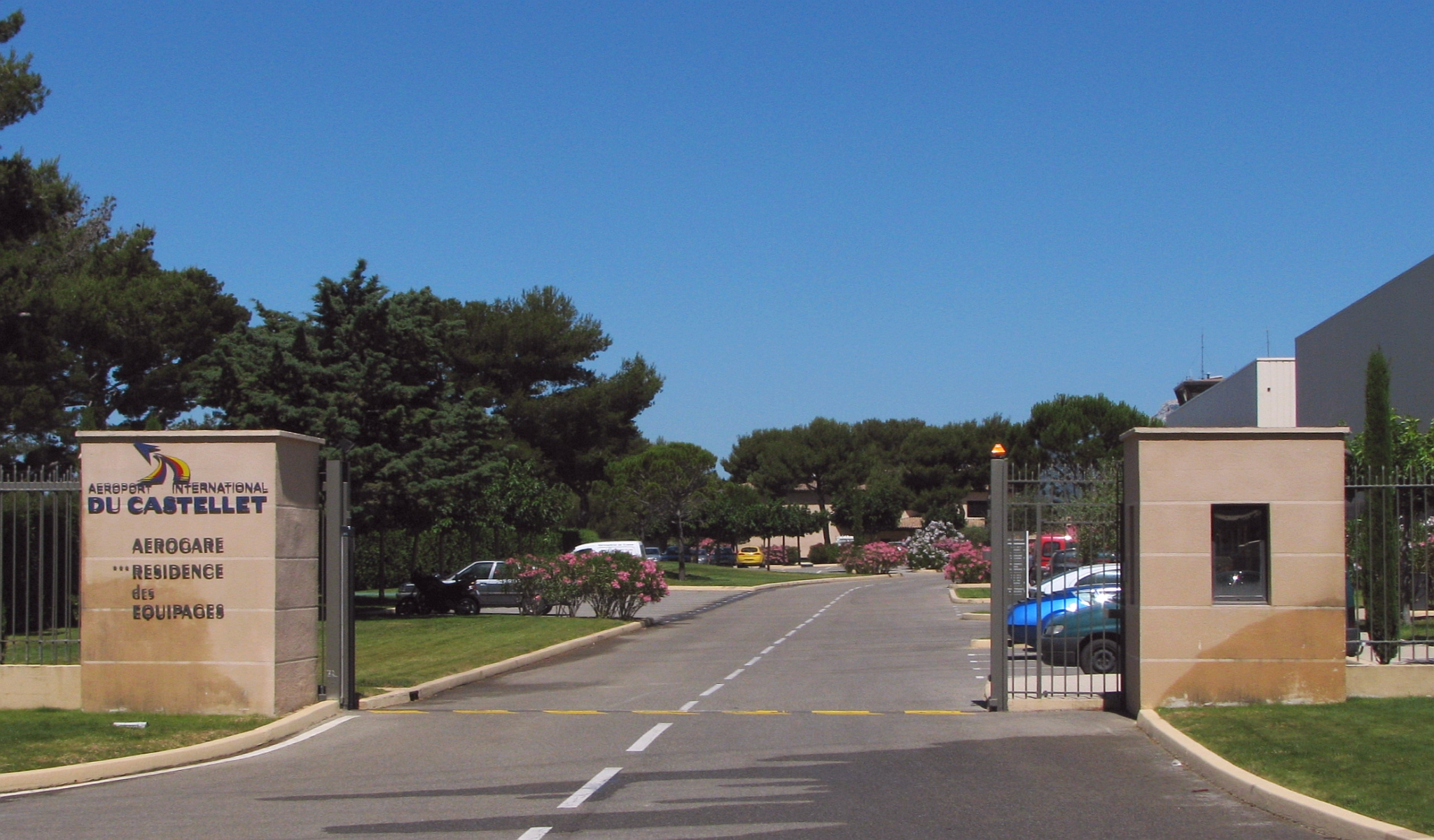
Entrée de l´Aéroport International du Castellet près du circuit Paul Ricard.

L'aéroport du Castellet (code IATA : CTT • code OACI : LFMQ) est un aéroport français situé dans la commune du Castellet, dans le département du Var.

## Situation
L'aéroport est situé à 5 km au nord du Castellet.
Il jouxte le circuit automobile Paul Ricard.

## Agrément
L'aéroport du Castellet fait partie de la liste no 1 (aérodromes ouverts à la circulation aérienne publique) des aérodromes autorisés au 31 janvier 2010 (décret : NOR :DEVA1012766K ).

## Historique
En 1962, Paul Ricard crée le plus important aérodrome privé de la région Provence-Alpes-Côte d'Azur avec une piste de 1 000 m réservée aux vols VFR.
En 1970 la construction du circuit automobile donne plus d'activité à l'aérodrome et en 1972, Paul Ricard investit en faisant rallonger la piste à 1 750 m et pouvant accueillir des avions jusqu'à 50 tonnes.
La compagnie aérienne Logistair, créée en 1972, était basée sur l'aéroport, mais les quelques lignes exploitées sur Mende, Millau et la Corse n'ont pas permis d'acquérir une situation saine. Elle déménagea ensuite sur l'aéroport de Montpellier devenant Air Littoral.
L'aérodrome connait une intense activité avec les grands prix de Formule 1 de 1971 à 1990 et depuis 2018.
En mai 1999, la société Excelis S.A. rachète le site (aérodrome et circuit) et modernise les installations en 2001 après la création d'une nouvelle aérogare, d'une tour de contrôle, de 5 nouveaux hangars à avions et nouveau balisage lumineux. L'aéroport rouvre à la circulation aérienne après travaux en février 2002.
C'est en novembre 2001 que l’aéroport du Castellet devient un aéroport d’affaires international haut de gamme et le deuxième aéroport varois.
En février 2010, l'aéroport inaugure une centrale photovoltaïque intégrée sur les 5 000 m2 de toit du hangar H5.
L'aéroport peut accueillir des avions commerciaux de type Fokker 100, Embraer 135/145, BAE146, MD-83, des avions d'affaires de type Falcon 900, 2000, Phenoms, Citations, Learjet, Gulfstream, BBJ, tous types d'avions de loisirs, avions de chasse de type L39, Hunter, Alpha Jet et hélicoptères de type EC135, AS355B2, Dauphin.

## Infrastructures
L'aérodrome est doté d'une seule piste orientée 13/31 (12/30 à partir du 5 novembre 2020) (QFU 127/307) de 1 750 m de long sur 30 m de large revêtue.
L'aérodrome n'est pas agréé pour le VFR de nuit, mais est agréé IFR de jour et de nuit.
Service SSLIA (Service Sauvetage et de Lutte contre l'Incendie des Aéronefs sur les aérodromes) niveau 1 (niveau 5 disponible sur demande).
Services de douanes et de police sur préavis.
Le service d'information est assuré par un AFIS, le trafic s'effectue sur la fréquence : 119,005 MHz.

## Restrictions d'utilisation
L'aérodrome est interdit aux aéronefs non munis de radio et aux planeurs, mais également aux ULM par vent supérieur à 28 km/h.
Le survol du circuit automobile est interdit en dessous de 460 m.

## Statistiques
| Année | Passagers | Mouvements commerciaux | Mouvements non commerciaux |
| ----- | --------- | ---------------------- | -------------------------- |
| 2024  | 1 762     | 945                    | 13 390                     |
| 2023  | 1 715     | 965                    | 13 294                     |
| 2022  | 5 943     | 3 746                  | 5 874                      |
| 2021  | 2 360     | 3 196                  | 8 940                      |
| 2020  | 1 187     | 605                    | 10 087                     |
| 2019  | 2 384     | 1 129                  | 10 269                     |
| 2018  | 2 417     | 1 550                  | 9 562                      |
| 2017  | 1 870     | 928                    | 12 145                     |
| 2016  | 1 941     | 890                    | 9 558                      |
| 2015  | 2 102     | 906                    | 7 632                      |
| 2014  | 1 673     | 758                    | 7 703                      |
| 2013  | 1 921     | 774                    | 6 062                      |
| 2012  | 2 529     | 698                    | 7 437                      |
| 2011  | 951       | 666                    | 6 799                      |

## Accidents
Le 13 juillet 2012, un avion privé Gulfstream G-IV s'écrase en bout de piste : les trois occupants sont tués,.
Le 17 août 2020, un avion privé Piper PA39 en instruction perd le contrôle au décollage et entre en collision avec le sol.

## Galerie

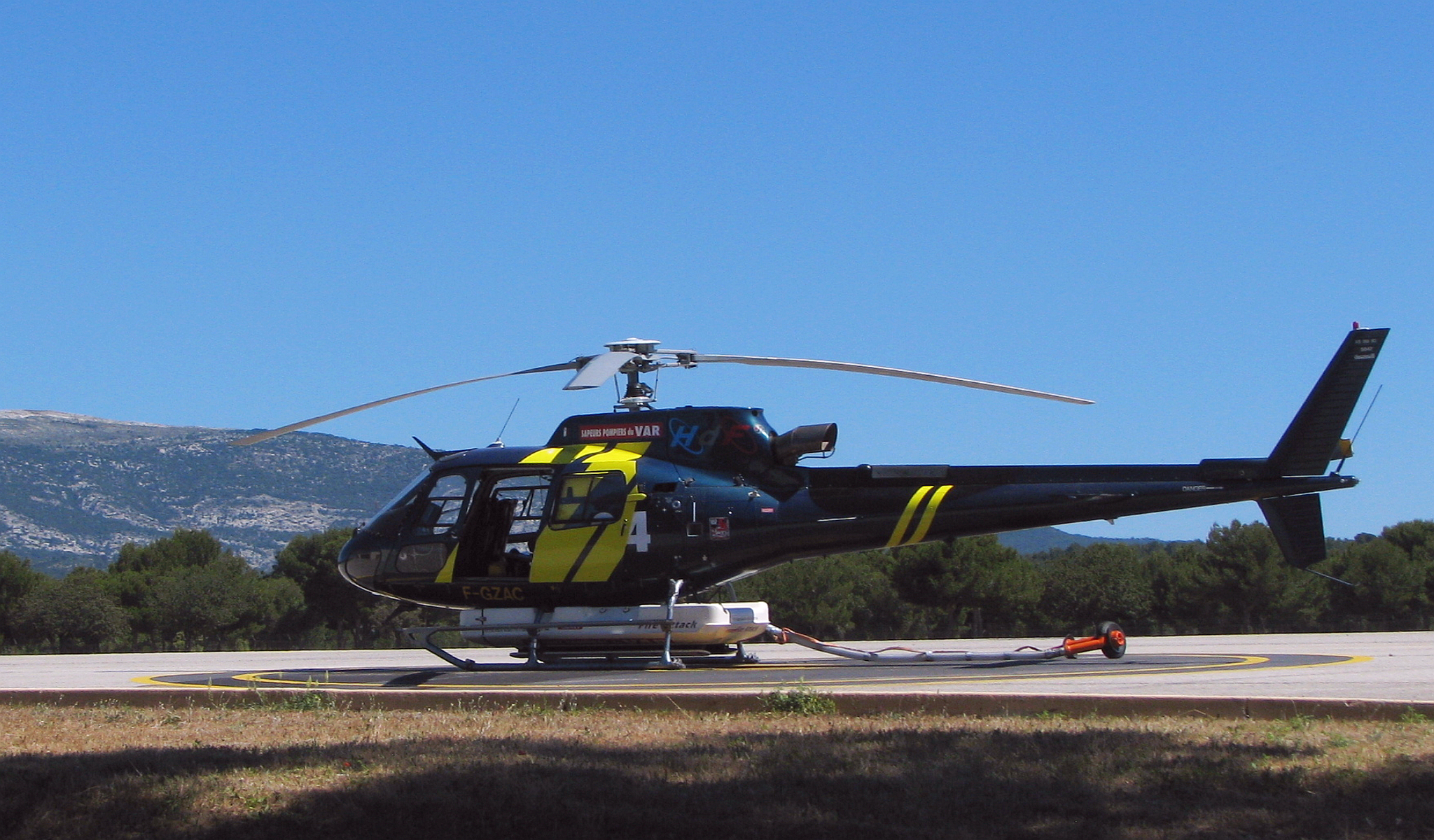
Un hélicoptère de lutte contre les incendies, modèle Eurocopter AS 350B3 Hélicoptère d'Eau à l'aéroport du Castellet.
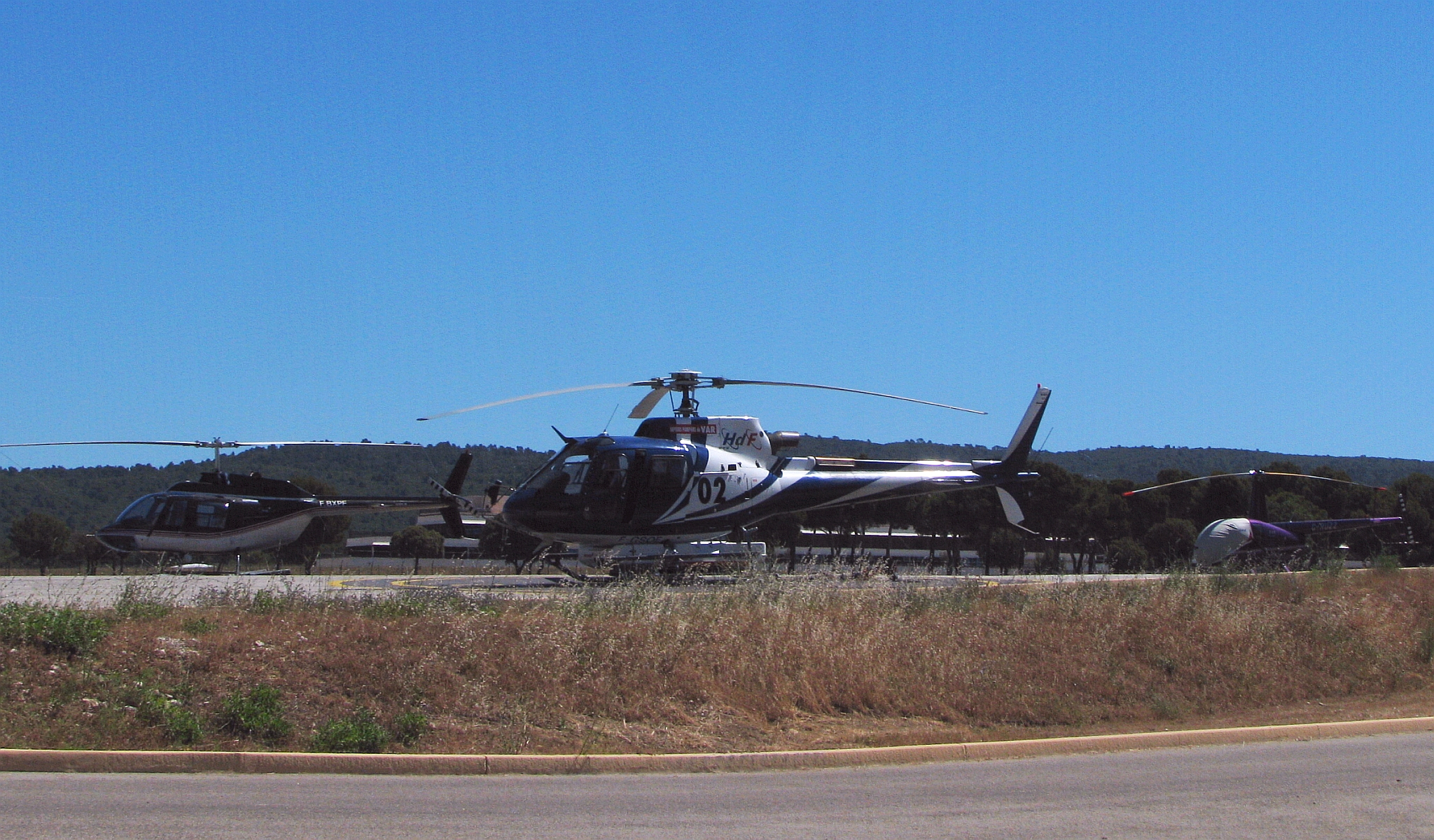
Parking pour hélicoptères à l'aéroport du Castellet.
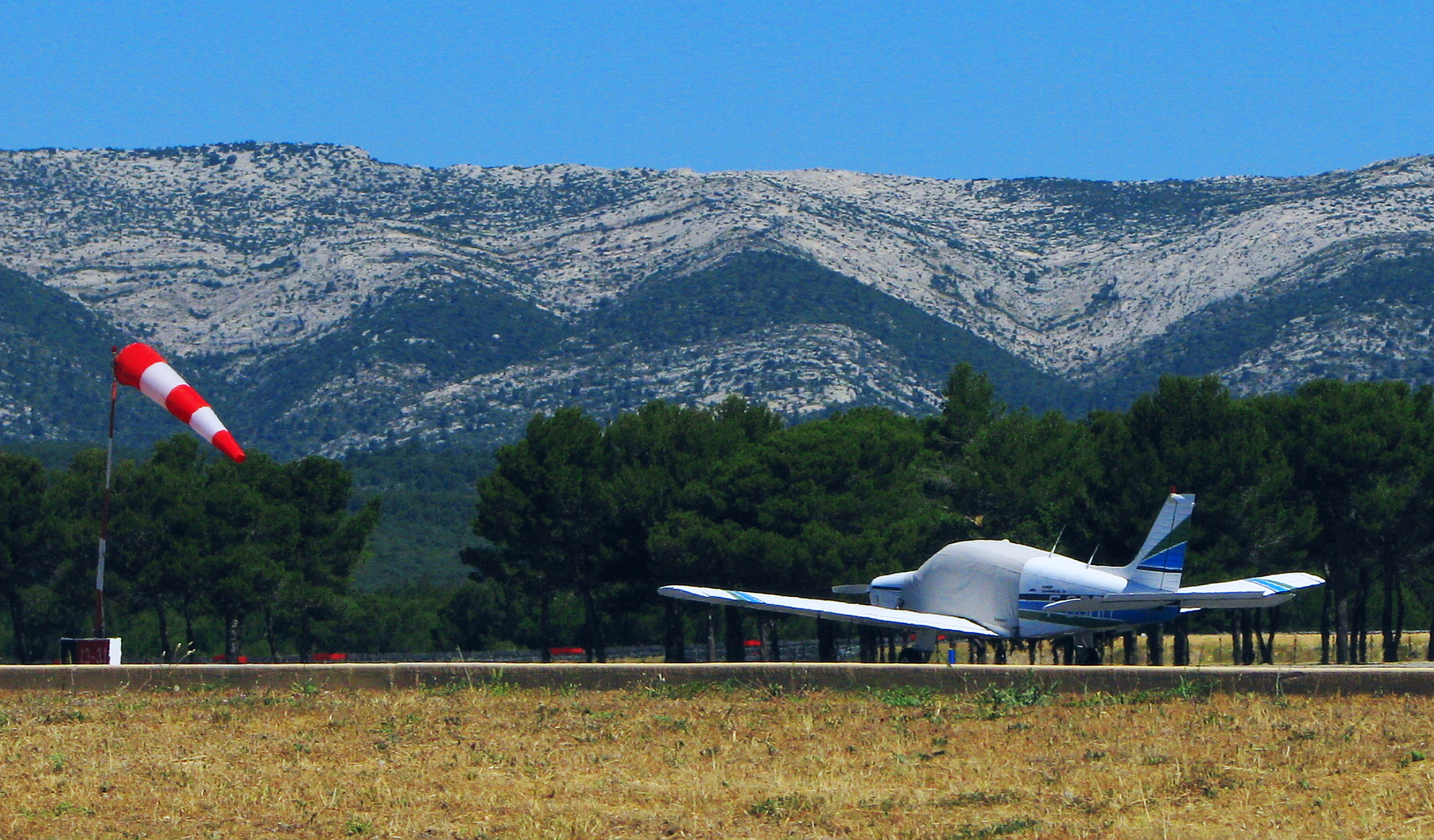
Petit avion de tourisme parqué à l'aéroport du Castellet.